# Mario Sturani
Mario Sturani (Ancona, 1906 – Torino, 1978) è stato un pittore, ceramista e illustratore italiano.

## Biografia
Nato ad Ancona, segue la famiglia a Torino dove, compiendo gli studi liceali, si lega di duratura amicizia a Cesare Pavese.
Aderisce al Movimento futurista e, ancora studente, nel 1923 inizia ad esporre (con lo pseudonimo di Ivan Benzina) alla I Mostra del Secondo Futurismo a Torino e partecipa alla Seconda Mostra d'Arte Nazionale di Foligno dove consegue il secondo premio nella sezione bianco e nero.
Nel 1924 si trasferisce a Monza dove per tre anni frequenta l'Istituto Superiore di Arti Decorative diplomandosi nel 1927.
Nello stesso anno apre uno studio a Torino e inizia la sua collaborazione con la manifattura ceramica torinese Lenci per la quale realizza numerose opere, trentadue delle quali vengono esposte nel 1929 alla Galleria Pesaro di Milano in una mostra dedicata alla produzione della ditta.
Per la sua straordinaria ricchezza inventiva l'artista sarà uno dei principali collaboratori della ditta torinese.
Nel 1930 disegna mobili per la ditta Beccaris ed espone alla IV Triennale di Monza; si dedica anche alle arti figurative, esordendo in qualità di scenografo e grafico pubblicitario.
Nello stesso anno si reca a Parigi, dove soggiorna due anni, collabora a Vogue ed entra in contatto con il gruppo artistico di Lionello Venturi, rifugiato politico.
Nel 1932 rientra a Torino e, dopo aver collaborato come illustratore con la casa editrice Frassinelli, riprende il suo rapporto con la Lenci presso la quale nel 1940 avrà l'incarico di Direttore artistico e rimarrà attivo fino al 1964. 
Nel 1935 aveva nel frattempo sposato la scrittrice Luisa Monti, figlia dello scrittore e politico Augusto Monti.
Dal 1952 al 1954 collabora con il Pioniere pubblicando tavole illustrate e articoli scientifici di  notevole importanza tra cui L'avventurosa storia dell'universo ( 1952/1953), I piccoli amici del Bosco (1953), Strani fiori e strane piante (1953) e L'uomo conquista la terra (1954).
È sepolto nel cimitero di Sassi.

## Curiosità
Le ceramiche della Lenci da lui decorate recano, accanto al marchio della manifattura, il simbolo grafico di un fiore e il monogramma delle sue iniziali.